# Grog
Pour les articles homonymes, voir Grog (homonymie).

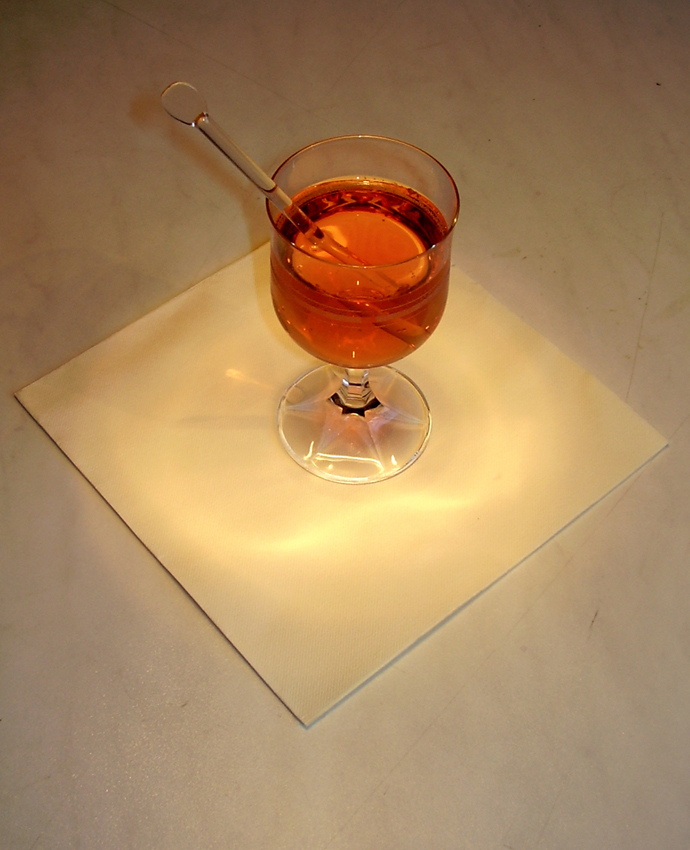
Un verre de grog.

Le grog /ɡʁɔɡ/ est une boisson faite de rhum mélangé à du lait chaud ou à de l’eau chaude.
Ces deux éléments en constituent la base et sont complétés de quelques gouttes de jus de citron, de sucre de canne, de la cannelle, du miel, du sirop de sucre liquide ou « gomme ». Le grog est couramment considéré comme un « remède de grand-mère » pour lutter contre les rhumes ou les coups de froid car il adoucit la gorge et réchauffe. Comme il contient de l’alcool, il reste déconseillé de l’associer à la consommation de médicaments contre les états grippaux ou rhumes courants[pas clair].

## Histoire
Le « grog » est une invention de l’amiral anglais Edward Vernon qui, en 1740, eut l’idée d’ajouter un litre d’eau chaude à chaque quart de litre de rhum que l’on distribuait à ses marins, afin de réduire leur consommation de rhum. L’amiral était surnommé « le vieux grog » du fait que le vêtement qu’il portait en permanence était en tissu grossier, dit à gros grain, et appelé pour cette raison grogram en anglais. C’est ainsi que le surnom de l’amiral devint celui de la nouvelle boisson. Par la suite, du jus de citron y fut rajouté une fois ses propriétés antiscorbutiques connues,,.
Il est notamment fait référence à cette boisson dans le journal de la première traversée du continent nord-américain. Remontant le cours du fleuve Missouri (entre 1804 et 1806), le capitaine William Clark écrit dans le chapitre 11 (Le grand portage) en date du 29 juin : « Nous avons retrouvé l'équipe dans une grande confusion. […] Certains même ont failli être tués. […] Je les ai réconfortés avec un peu de grog. »
Le mot « grog » entre dans le Dictionnaire de l'Académie française en 1835.

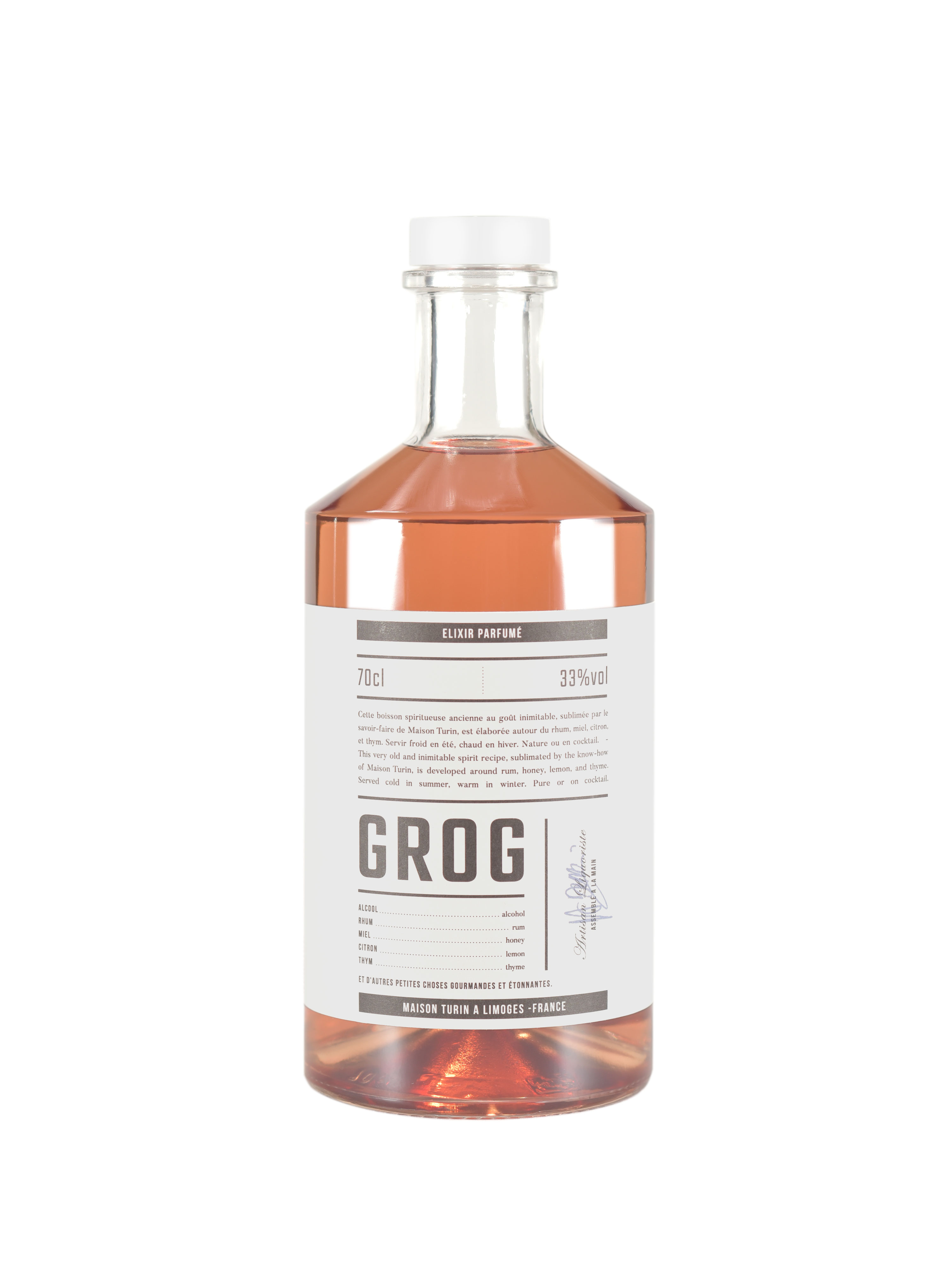
Bouteille de Grog fabriquée par la Maison Turin.

## Variantes
Les variantes modernes du grog peuvent contenir d’autres alcools tels que le whisky (whisky chaud), le cognac ou, en Normandie, le calvados et le cidre, en Lorraine et en Alsace, le schnaps[réf. nécessaire].